# NGC 4369
NGC 4369 é uma galáxia espiral (Sa) localizada na direcção da constelação de Canes Venatici. Possui uma declinação de +39° 22' 58" e uma ascensão recta de 12 horas, 24 minutos e 36,4 segundos.
A galáxia NGC 4369 foi descoberta em 17 de Março de 1787 por William Herschel.